# Зарембо
Зарембо (енгл. Zarembo Island) је ненасељено острво САД које припада савезној држави Аљаска. Површина острва износи 478 km².